# Basilika Santo Stefano (Bologna)

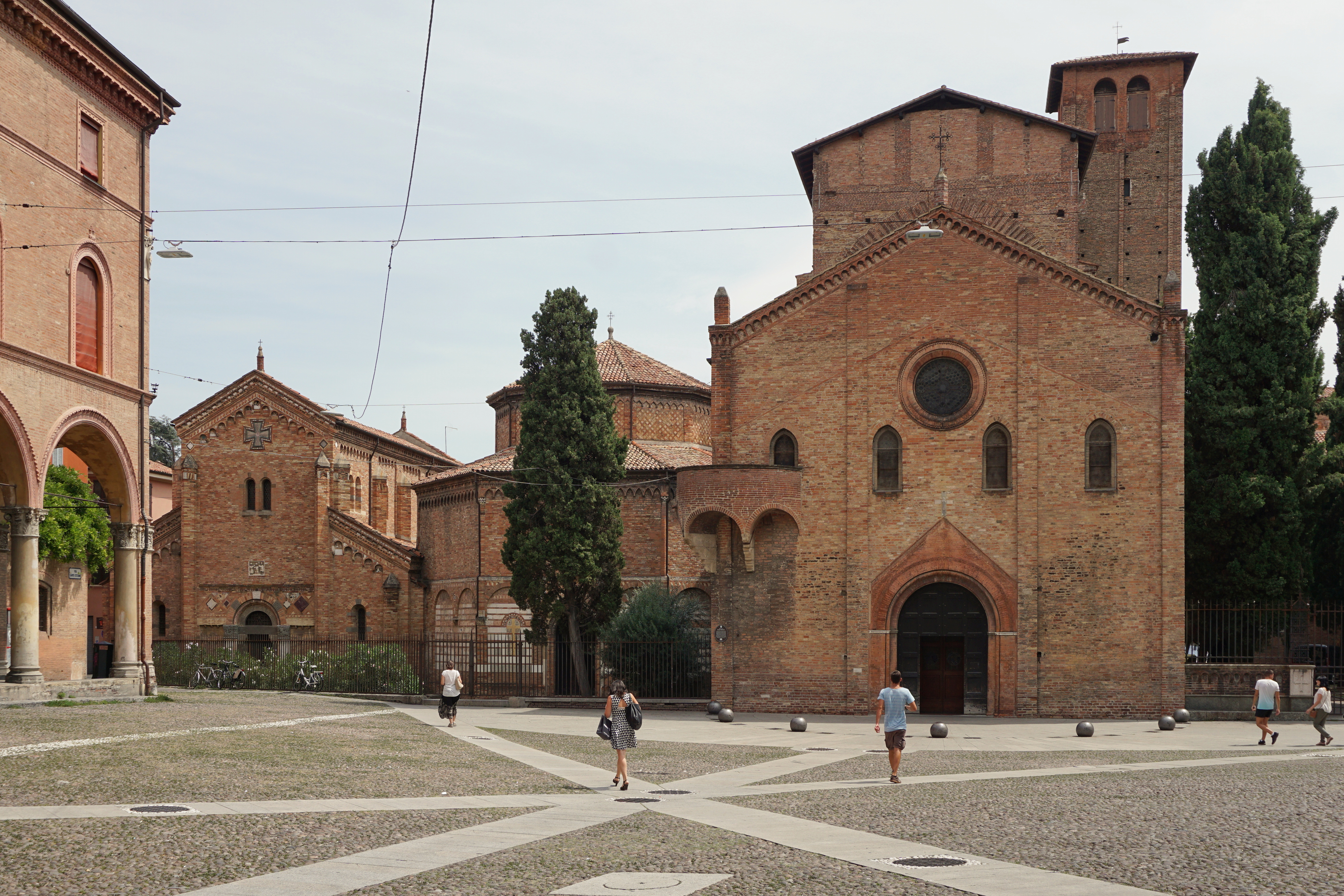
Piazza Santo Stefano in Bologna und Basilika Santo Stefano

Die Basilika Santo Stefano in Bologna ist ein aus mehreren Kirchen bestehender romanischer Komplex am Piazza Santo Stefano in Bologna. Der Komplex geht auf die Kirche SS. Vitale ed Agricola, in die kurz nach 393 die Reliquien der Heiligen Vitalis und Agricola überführt wurden und sie dadurch ihr neues Patrozinium erhielt. Im 5. Jahrhundert erweiterte, restaurierte oder vergrößerte der Heilige Petronius die Anlage, dessen Grab sich in der Kirche S. Sepulcro im Komplex befindet. Die Anlage erhielten ihre wesentliche heutige Form im 12. Jahrhundert. Dabei wurde sich symbolisch und architektonisch auf die Grabeskirche bezogen, weshalb der Komplex auch als „Bologneser Jerusalem“ bezeichnet wurde. Die Analogie ging dabei über den Komplex hinaus, durch die Topologie der Kirchen und Prozessionen wurde in diese Symbolik ab dem 12. Jahrhundert die Kirche San Giovanni in Monte (als Analogie zur Auferstehung) und seit dem 16. Jahrhundert noch die heute nicht mehr existierende Santa Tecla (wohl als Analogie zum Tal Josephat).
In der Alltagssprache wird der Komplex auch als sette chiese bezeichnet, wobei die Identifikation von sieben Kirchen schwierig ist und diese Zählung auch erst im 16. Jahrhundert aufkam. Im Wesentlichen bestand der Komplex in seiner Form des 12. Jahrhunderts und besteht auch nach den Restaurierungen des 17.–19. Jahrhunderts aus vier Kirchen, die heute als SS. Vitale e Agricola, S. Sepolcro, S. Trinita und Chiesa del Crocifisso bekannt sind, sowie einem Kloster und einem Innenhof, der als Cortile di Pilato bezeichnet wird.

Plan von Santo Stefano
1. Kirche San Giovanni Battista oder Santo Crocefisso
2. Presbyterium (ehem. San Giovanni Battista)
3. ehem. Krypta der Chiesa de' Confessi
4. Basilica del Sepolcro
5. Basilica dei Santi Vitale e Agricola
6. Cortile di Pilato
7. Chiesa della Trinità oder Martyriumskirche
8. Kreuzgang
9–12. Chiesa della Benda und Museum

## Geschichte
Der legendären Tradition nach soll der heilige Petronius selbst den Kirchenkomplex nach dem Vorbild der Grabeskirche in Jerusalem geplant und auf den Ruinen eines heidnischen Isis-Tempels errichtet haben. Die bestehenden Bauten selbst stammen aus dem 12. Jahrhundert mit späteren Veränderungen. Die Kirche trägt den Titel einer Basilica minor.

### Sant Crocefisso
Die Kirche San Giovanni Battista oder Santo Crocefisso geht auf das 8. Jahrhundert zurück.

### Santo Sepolcro
Die erste Vorgängerkirche Santo Sepolcro (Heiliges Grab) stammte vielleicht schon aus dem 5. Jahrhundert. In seiner heutigen Form entstand der Rundbau von San Sepolcro aber erst im 11. Jahrhundert. In einer von einem Altar mit Pult überragten Zelle lag das Grab des hl. Petronius, Bischof von Bologna zwischen 431 und 450 und Schutzpatron der Stadt. 1141 wurde es eröffnet. Die Gebeine des Bischofs wurden schließlich im Jahr 2000 in die nach ihm benannte Basilika San Petronio übertragen.

### San Vitale ed Agricola
Auch die Kirche der Hll. Vitalis und Agricola in Arena geht auf das 5. Jahrhundert zurück, wurde jedoch im 8. und im 12. Jahrhundert wiederhergestellt. Sie bewahrt die Särge der beiden Märtyrer.

### Trinità
Durch den Cortile di Pilato (Hof des Pilatus), eigentlich ein Bogengang aus dem 13. Jahrhundert, kommt man in die Chiesa della Trinità (Dreifaltigkeitskirche) aus dem 13. Jahrhundert.

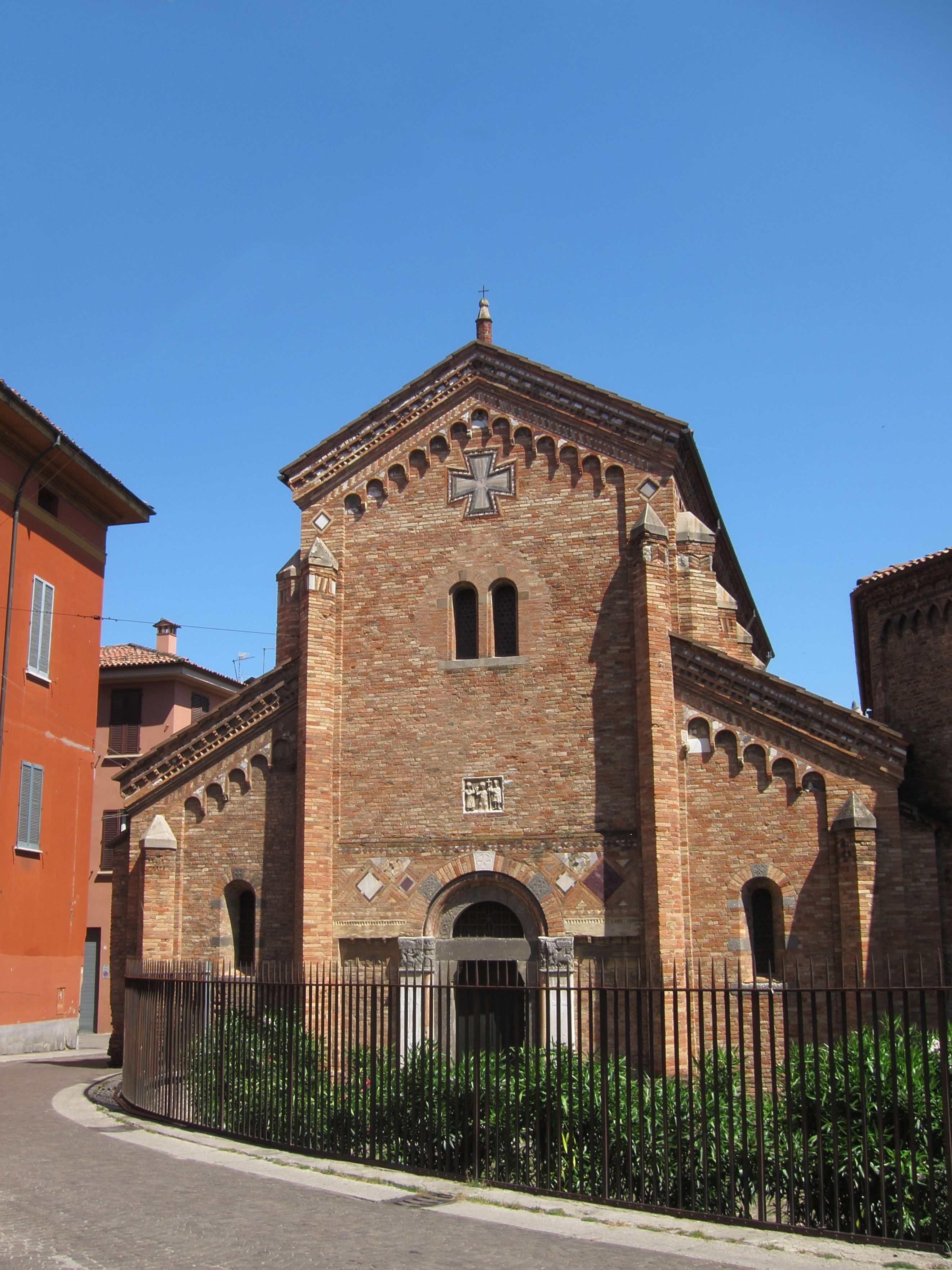
Kirche der Hll. Vitalis und Agricola
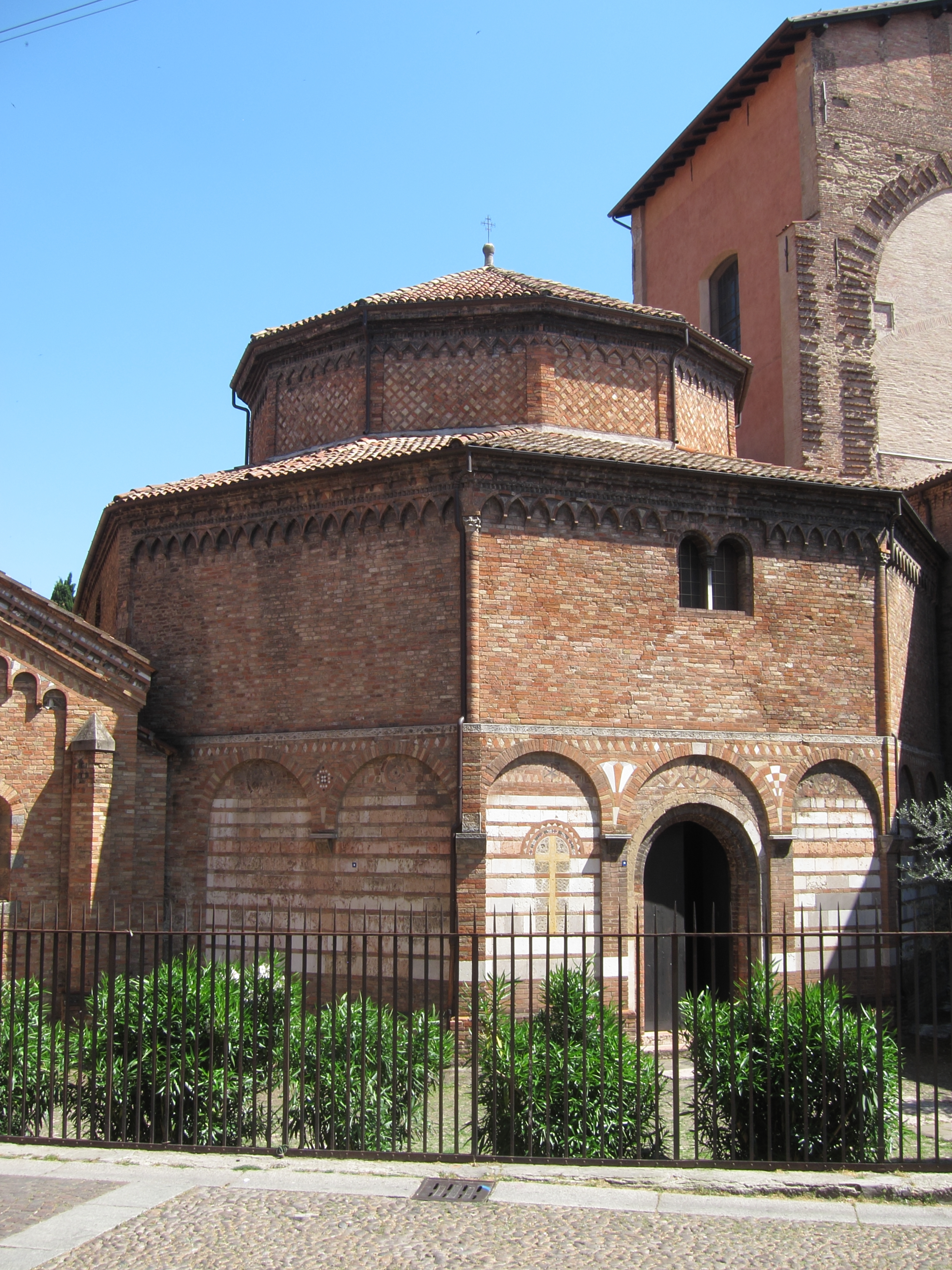
Kirche Santo Sepolcro bald nach 1141
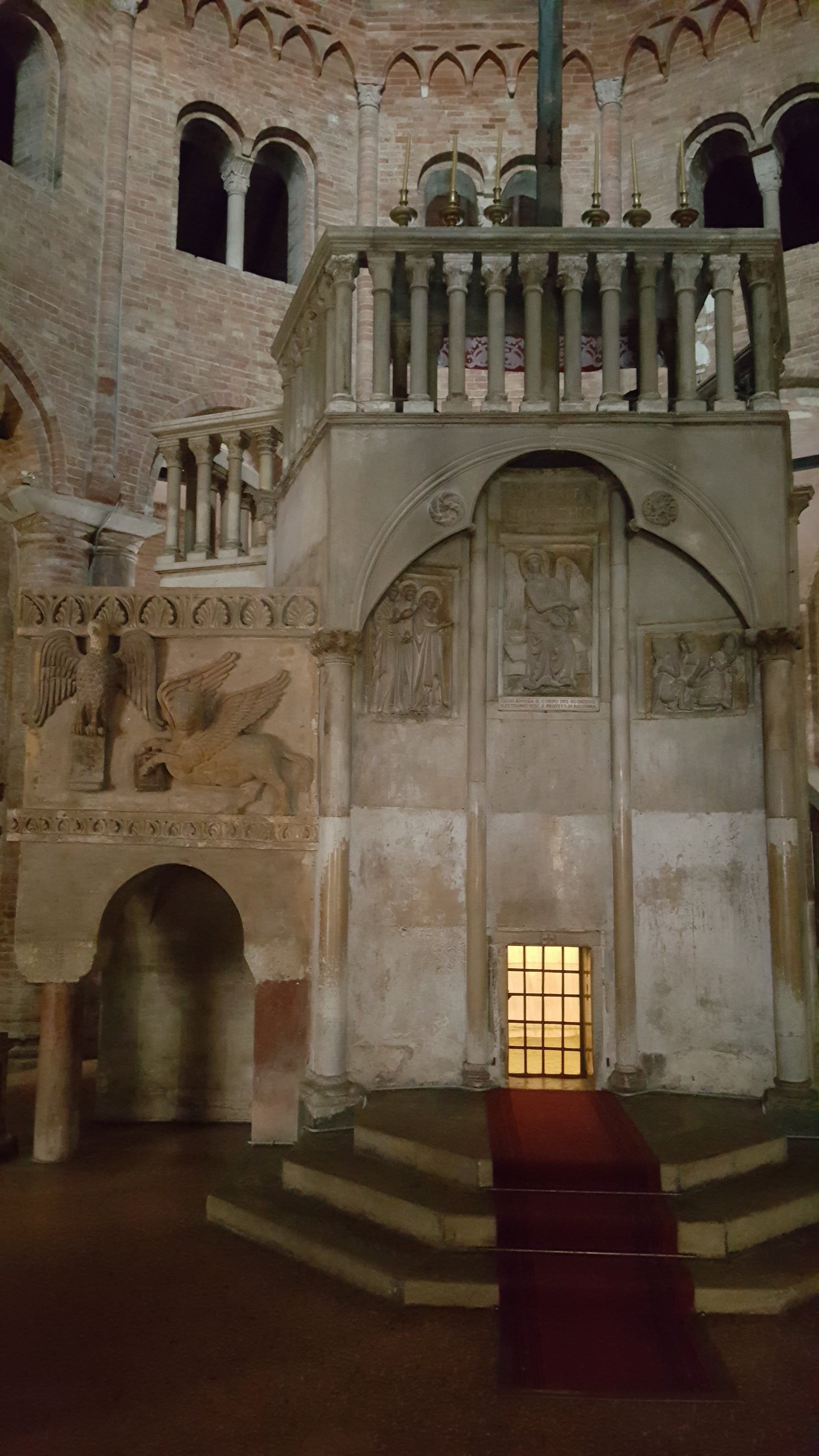
Tempelchen vom Schädelberg in der Kirche Santo Sepolcro
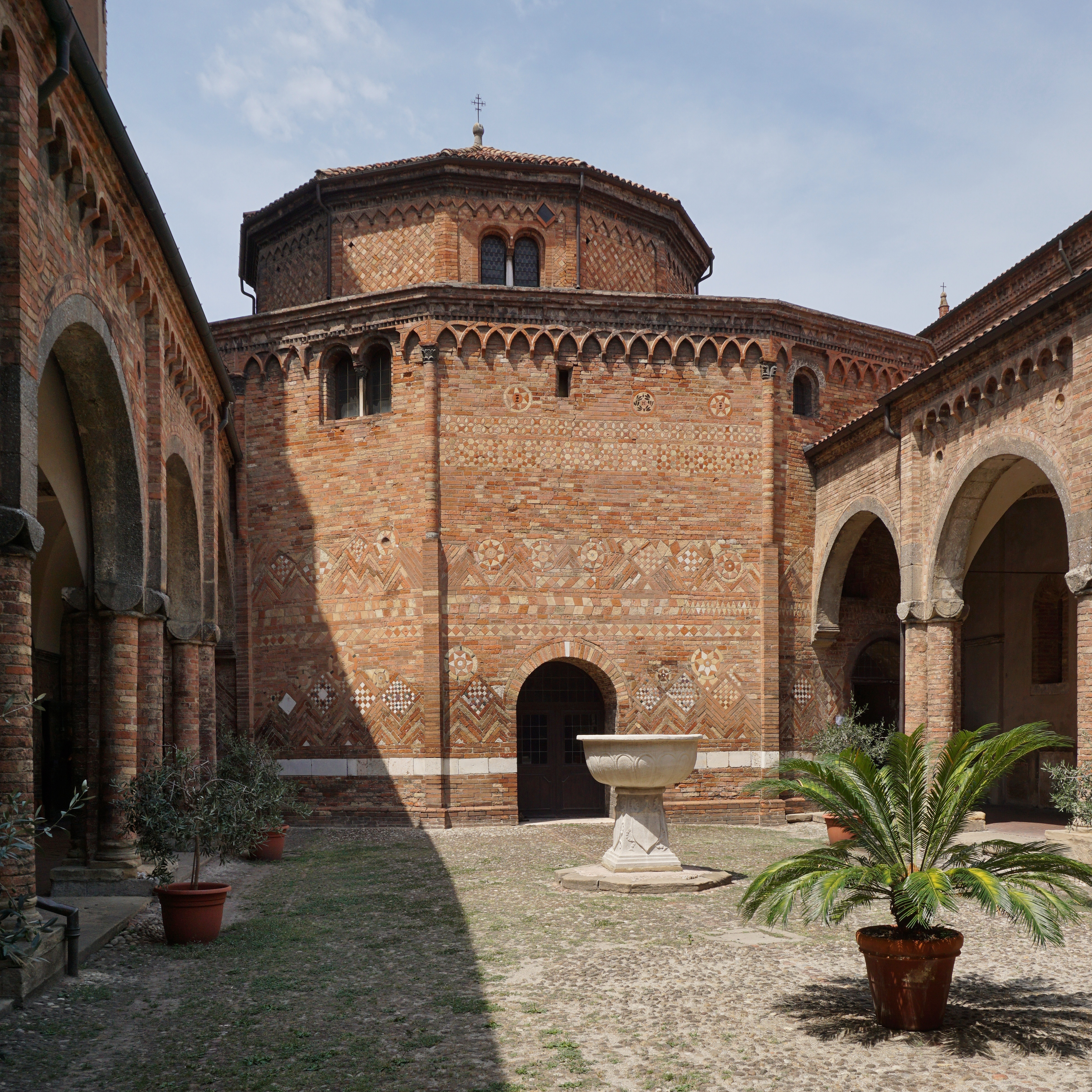
Cortile di Pilato mit longobardischem Kalksteinbecken (8. Jh.)
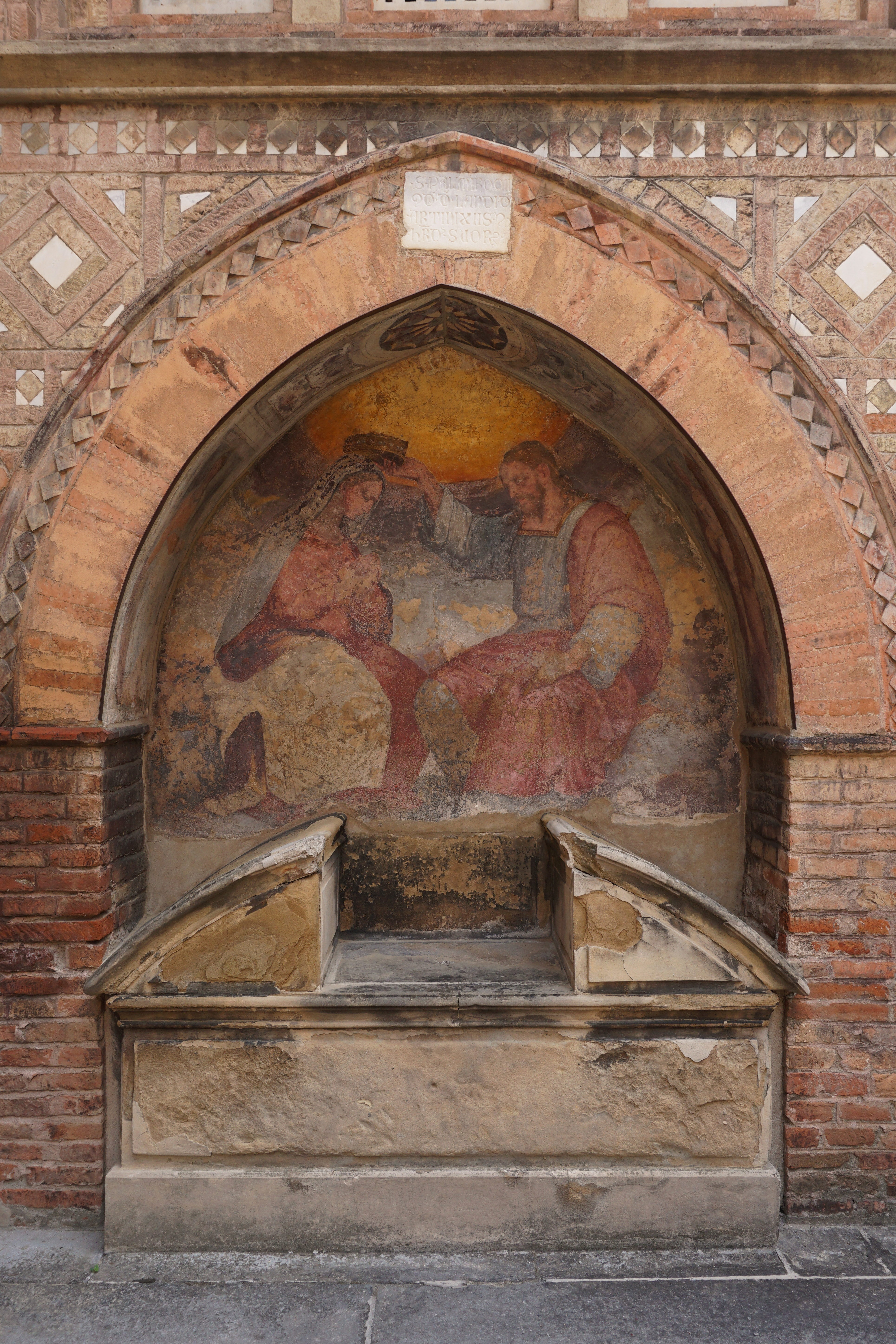
Marienkrönung an der Fassade der Märtyriumskirche im Hof des Pilatus
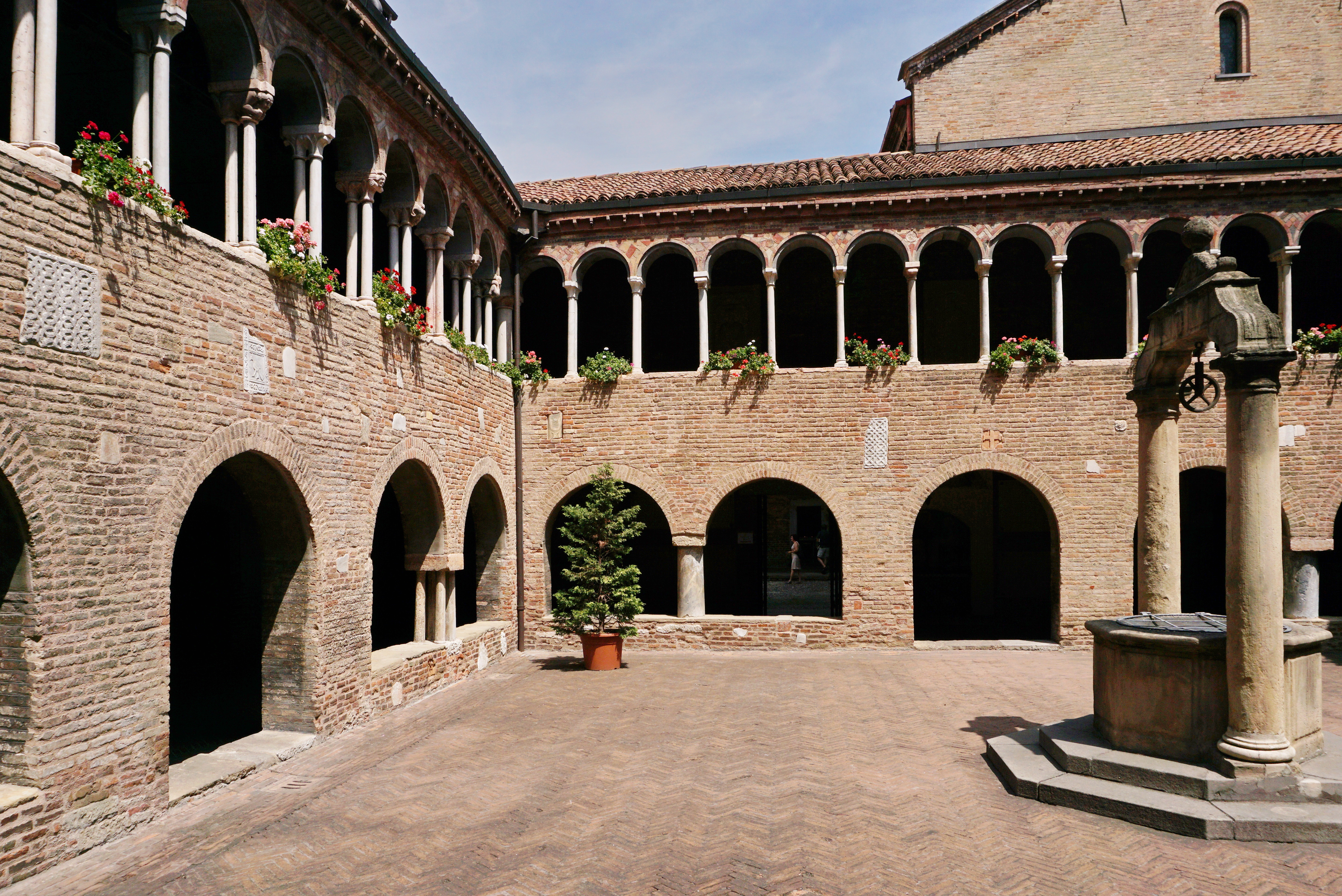
Kreuzgang
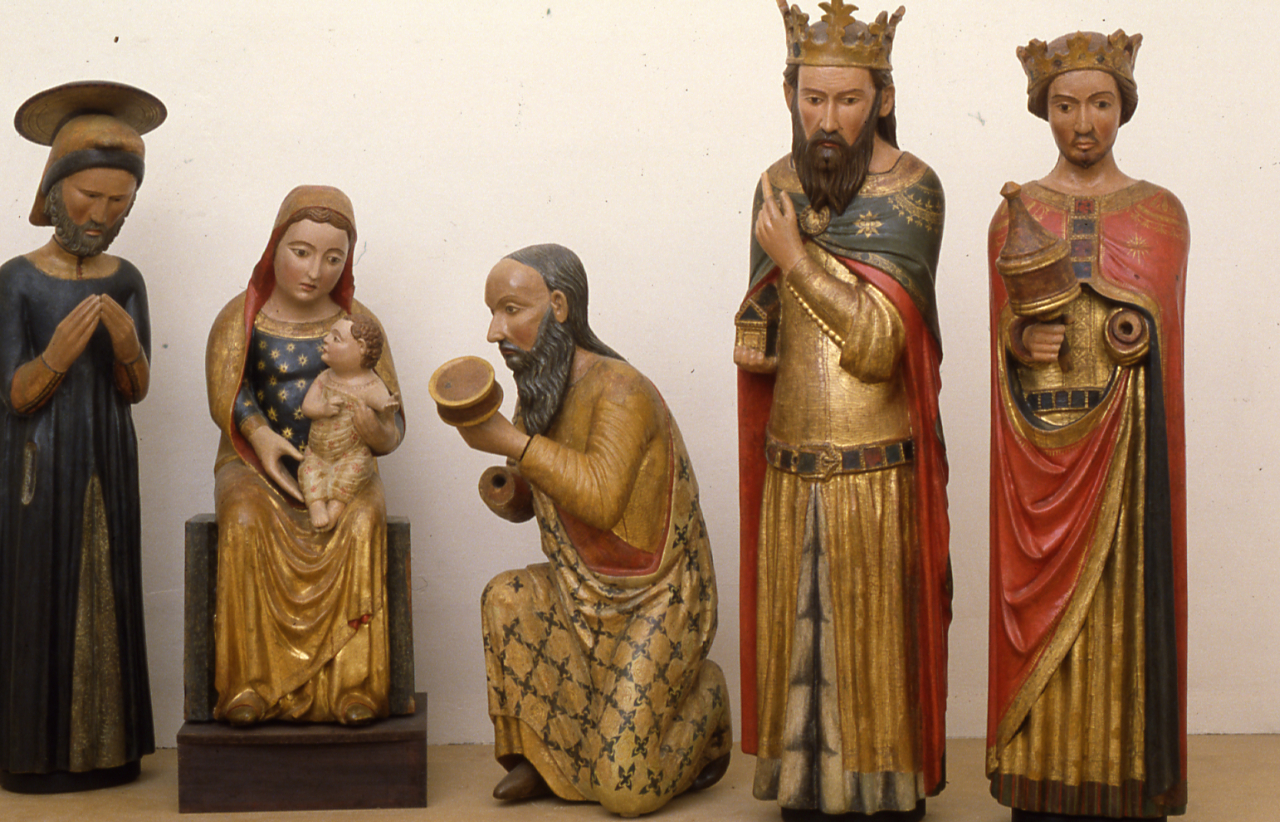
Anbetung der Könige (ca. 1290–1370) im Martyrium. Foto: Paolo Monti, 1980